# جيمس أوبرين
جيمس أو برين 1841-1907 (بالإنكليزية James O'Brien) هو عضو في الكونغرس الأمريكي عن ولاية نيو يورك من عام 1879 إلى 1881 وهو من مواليد أيرلندا